# Plainmoor
Plainmoor är en fotbollsarena i Torquay i England som är hemmaarena för Torquay United sedan 1921.
Första tiden användes arenan för rugby, men 1910 flyttade fotbollsklubben Torquay Town till arenan. Klubben slogs 1921 ihop med en annan klubb och bildade Torquay United.
1985 byggdes arenan om från att ha varit en ståplatsarena med 22 000 platser till en sittplatsarena med 4 999 platser. Arenan håller stegvis på att byggas ut för att kunna ta mer publik.
1992 skrev Torquay United på ett 90-årskontrakt med kommunfullmäktige som gör att man blir kvar på Plainmoor till 2082. Detta var ett krav från kommunen för att man skulle satsa pengar för att på sikt kunna öka kapaciteten till 10 000 åskådare. Beräknad kostnad är 890 000 pund.
Publikrekordet sattes 1955 då 21 908 åskådare såg Torquay United möta Huddersfield Town i FA-cupens fjärde omgång.